# Anna Karapetjan

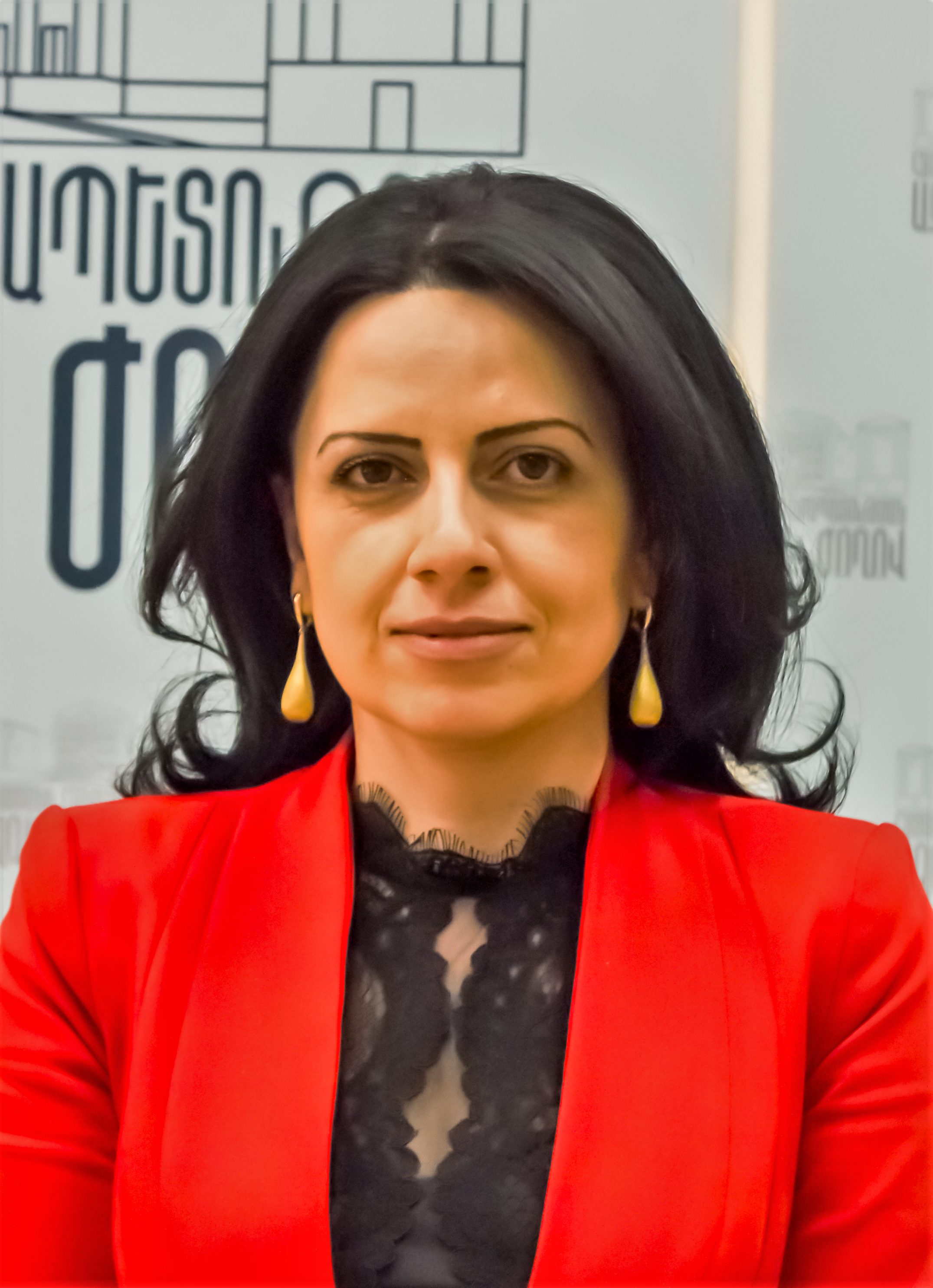
Anna Karapetjan (2019)

Anna Karapetjan (armenisch Աննա Սամվելի Կարապետյան, englisch Anna Karapetyan, * 17. Januar 1977 in Gawar, Armenische SSR, Sowjetunion) ist eine armenische Rechtsanwältin. Sie war Abgeordnete der Nationalversammlung für die Partei Zivilvertrag in Nikol Paschinjans Bündnis der Mein-Schritt-Allianz (IKD) von 2019 bis 2021. Sie war in dieser Zeit stellvertretende Vorsitzende des parlamentarischen Ständigen Ausschusses für Staats- und Rechtsfragen.

## Werdegang
2009 nahm Karapetjan an den Ausbildungskursen Organisatorin sozialpolitischer Aktivitäten des 26. Jahrgangs der Schule für weibliche Führungskräfte der armenischen NGO Vereinigung von Frauen mit Universitätsbildung teil. 2011 folgte ihre Teilnahme an den Ausbildungskursen des Programms Recht für alle der armenischen Vertretung des Central and Eastern European Law Initiative Institute (CEELI-Institut). Zwischen 2011 und 2012 nahm sie an den Ausbildungskursen des Unterstützungszentrums der Vereinigung für juristische klinische Ausbildung und amerikanisches Recht (ABA ROLI) teil.
Im Jahr 2013 war Karapetjan Absolventin der Juristischen Fakultät der Europäischen Regionalen Bildungsakademie und wurde Rechtsanwältin. Anschließend war sie bis 2014 bei der Anwaltskanzlei „Galikjan“ tätig. 2016 machte sie einen weiteren Abschluss an der Schule für Rechtsanwälte der Republik Armenien.
2015 nahm sie an den Fortbildungskursen des OSZE-Büros in Jerewan Bewährte Praktiken für die Integration von Migranten im Einklang mit den OSZE-Verpflichtungen teil, gefolgt von weiteren Fortbildungskursen des OSZE-Büros zu „Migrantenrechten“ im Jahr 2016.
Zwischen 2015 und 2018 war sie Assistentin eines Abgeordneten der armenischen Nationalversammlung. Währenddessen war sie im Jahr 2017 am Programm für internationale parlamentarische Zusammenarbeit des Deutschen Bundestags beteiligt.
Vom Juni bis August 2018 war sie Beraterin des Ersten Stellvertretenden Ministerpräsidenten der Republik Armenien Ararat Mirsojan (Bündnis Jelk, siehe Kabinett Paschinjan I) und leitete anschließend dessen Büro bis zum Januar 2019.
Bei der Parlamentswahl in Armenien 2018 wurde Karapetjan über die nationale Wahlliste von Nikol Paschinjans Mein-Schritt-Allianz (IKD) und als Mitglied der Partei Zivilvertrag in die Nationalversammlung gewählt. Am 8. Februar 2019 wurde sie stellvertretende Vorsitzende des Ständigen Ausschusses für Staats- und Rechtsfragen. Zur vorgezogenen Parlamentswahl in Armenien 2021 trat sie nicht mehr an, womit ihr Mandat endete.

## Privates
Karapetjan ist unverheiratet.